# アンドレア・メーイ
アンドレア・メーイ（Andrea Mei, 1988年8月29日 - ）は、イタリア・ウルビーノ出身のサッカー選手。ASDウルバーニア・カルチョ所属。ポジションはディフェンダー。

## 経歴
2004年8月、ルカ・ジェンティーリと共にインテル・ミラノと契約を交わした。
インテルからルカ・トレモラーダと共にピアチェンツァ・カルチョに共同保有契約で売却された。
2016年12月、ASDトロピカル・コリアーノからASDウルバーニア・カルチョに移籍することが発表された。